# Војаџер (Звездане стазе)
Војаџер (енгл. USS Voyager) је брод класе Интерпид који се појављује у америчкој научнофантастичној серији Звездане стазе: Војаџер (енгл. Star Trek: Voyager). Војаџер је брод који је конструисан првенствено за истраживање свемира, и много је мањи од већине других бродова Уједињене Федерације Планета (Галакси, Дефајант...). Капетан Војаџера је Кетрин Џејнвеј, а важнији чланови посаде су први официр Чакотеј, шеф обезбеђења Тувок, главни инжењер Б'Елана Торес, кормилар брода Том Парис, официр за операције и комуникације Хари Ким, холограмски човек Доктор, Ниликс и Седма од Девет.

## Радња
У своју прву мисију Војаџер је кренуо 2371, са 153 члана посаде. Задатак је био да се пронађе и врати макијски брод у области Бадландс. Међутим непознато биће Чувар транспортовало је и Војаџер и макијски брод 70.000 светлосних година даље у Делта квадрант, при чему је погинуло неколико чланова посаде брода. Суочена са ризиком да би повратак назад на исти начин могао уништити оближњи народ Окампе, Џејнвеј наређује да се уништи направа помоћу које је Војаџер транспортован у Делта квадрант. С обзиром да је и макијски брод у међувремену уништен, обе посаде морају сарађивати на Војаџеру на дугом путовању назад у Алфа квадрант, у почетку процењеном на 75 година.

## Комуникација са алфа квадрантом
У алфа квадранту Војаџер су сматрали уништеним, међутим 2374. године Доктор је уз помоћ хирогенске релејне станице пребачен у алфа квадрант на брод Прометеус, тако да је Федерација сазнала да брод није уништен и да је посада још увек жива. Први контакт између звездане флоте и Војаџера остварен је 2376. године помоћу мреже мидас, а 2377. године остварен је стални контакт.

## Повратак кући
Током боравка у делта квадранту, посада Војаџера сусрела се са многим непознатим врстама, од којих су неки били пријатељски а неки непријатељски настројени према Војаџеру. Сусрет са Боргом обележио је даљи ток путовања. Борг је била једна од најопаснијих врста која је асимиловала друге врсте и на тај начин се усавршавала. Војаџер се неколико пута сусрео са Боргом, а једном су чак били савезници, борећи се заједно против врсте 8472. Године 2377. адмирал Џејнвеј долази из будућности како би помогла Војаџеру да се раније врати кући. Њен план је био да се Војаџер уз помоћ оружја из будућности које је донела, пробије до Борговог трансворп концентратора и да се кроз њега врати кући. Док се Војаџер пробијао према концентратору Џејнвеј је одвлачила пажњу Боргу, допустивши да је Боргова матица асимилује, међутим она је прије тога себи убризгала нервни патоген, од кога је након што је асимилована заражен цели колектив. Војаџер је успешно изашао из трансворп тунела који је потом уништен.